# Оуэн, Джордж Альфред
Джордж А́льфред О́уэн (англ. George Alfred Owen; 1865 — 29 января 1922) — валлийский футболист, хавбек.

## Биография
Родился в Черке, Уэльс. Выступал за местный футбольный клуб «Черк». Дважды выигрывал Кубок Уэльса: в 1887 и 1888 годах. В январе 1889 года перешёл в английский «Ньютон Хит», в котором уже выступали его бывшие одноклубники и однофамильцы братья Уильям Оуэн и Джек Оуэн, а также Ди Джонс.
Дебютировал в составе «Ньютон Хит» 18 января 1889 года в матче Кубка Англии против «Престон Норт Энд». Всего провёл за клуб 19 матчей и забил 5 голов. В июне 1890 года перешёл в клуб «Уэст Манчестер», а годом спустя вернулся в «Черк». После этого выступал за валлийский клуб «Друидс» и вновь за «Черк», в котором и завершил карьеру в 1896 году в возрасте 31 года.
Джордж Оэун сыграл 4 матча за сборную Уэльса, причём в последнем из них, который состоялся 8 апреля 1893 года реализовал хет-трик в ворота Ирландии.